# Брик Бронски
Джеффри М. Бельцнер, известный под псевдонимом Брик Бронски (англ. Brick Bronsky, 18 апреля 1964, Бетлехем — 23 августа 2021, Аллентаун, Пенсильвания) — американский актёр, пауэрлифтер, рестлер и спортивный промоутер. Получил известность в 1990-х годах, когда снялся в ряде фильмов для студии Troma.

## Фильмография
| Год  |   | Русское название                          | Оригинальное название                                           | Роль                     |
| ---- | - | ----------------------------------------- | --------------------------------------------------------------- | ------------------------ |
| 1990 | ф | Сержант Кабукимен из нью-йоркской полиции | Sgt. Kabukiman N.Y.P.D.                                         | Болванчик                |
| 1991 | ф | Атомная школа 2                           | Class of Nuke 'Em High 2: Subhumanoid Meltdown                  | Роджер Смит              |
| 1994 | ф | Атомная школа 3                           | Class of Nuke 'Em High 3: The Good, the Bad and the Subhumanoid | Роджер Смит              |
| 1996 | ф | В поисках приключений                     | The Quest                                                       | боец из Советского Союза |
| 2013 | ф | Атомная школа: Возвращение. Часть 1       | Return to Nuke 'Em High Volume 1                                | Дик Смит                 |